# Carl Grete

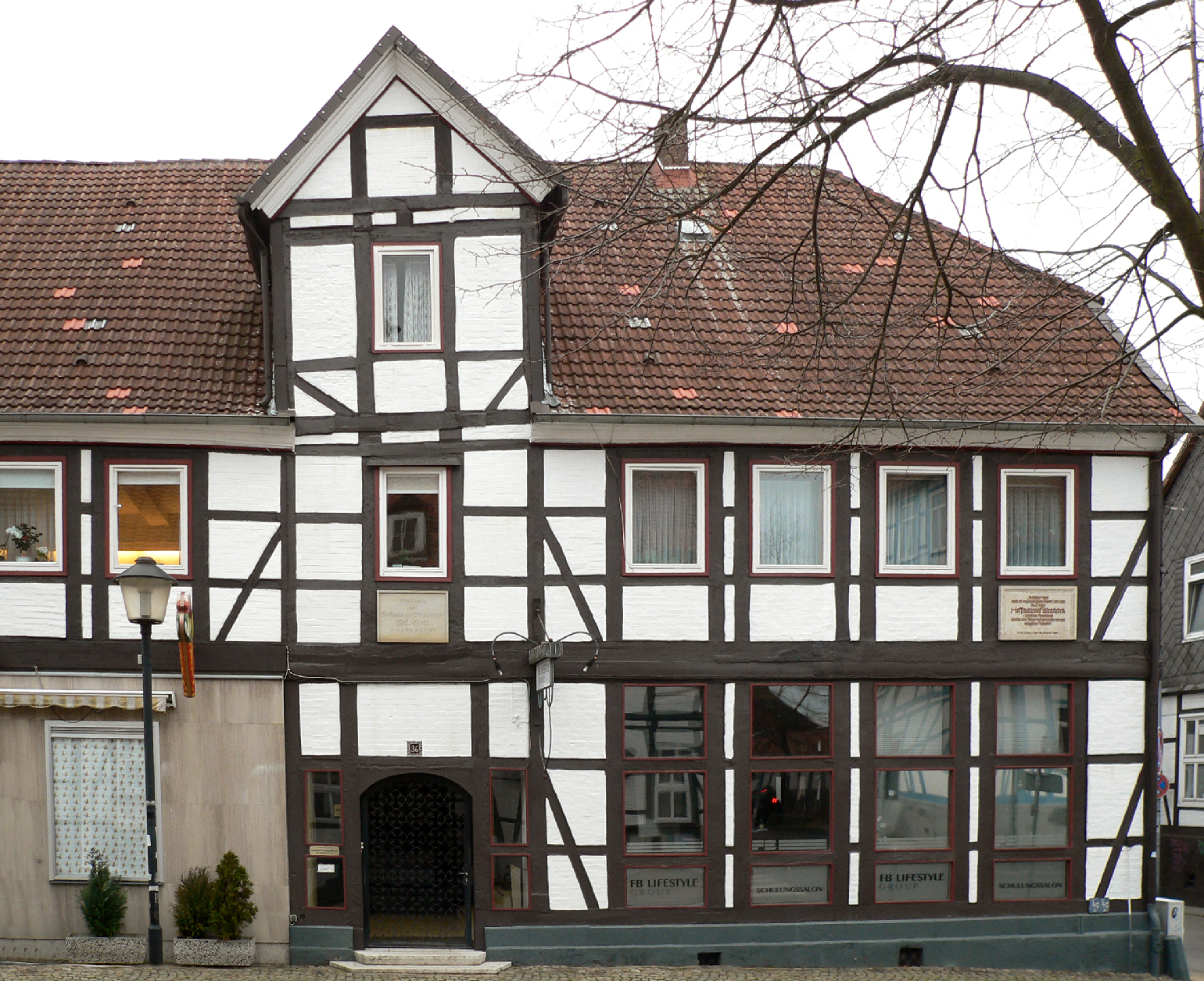
Das frühere Wohnhaus von Carl Grete, heute Baudenkmal in Vorsfelde

Carl Grete (auch: Carl Wilhelm Anton Grete; * 23. Mai 1810 in Vorsfelde; † 16. Februar 1871 ebenda) war ein deutscher Kaufmann und Bürgermeister von Vorsfelde. Von 1848 bis 1849 gehörte er dem Braunschweigischen Landtag an.

## Leben und Werk

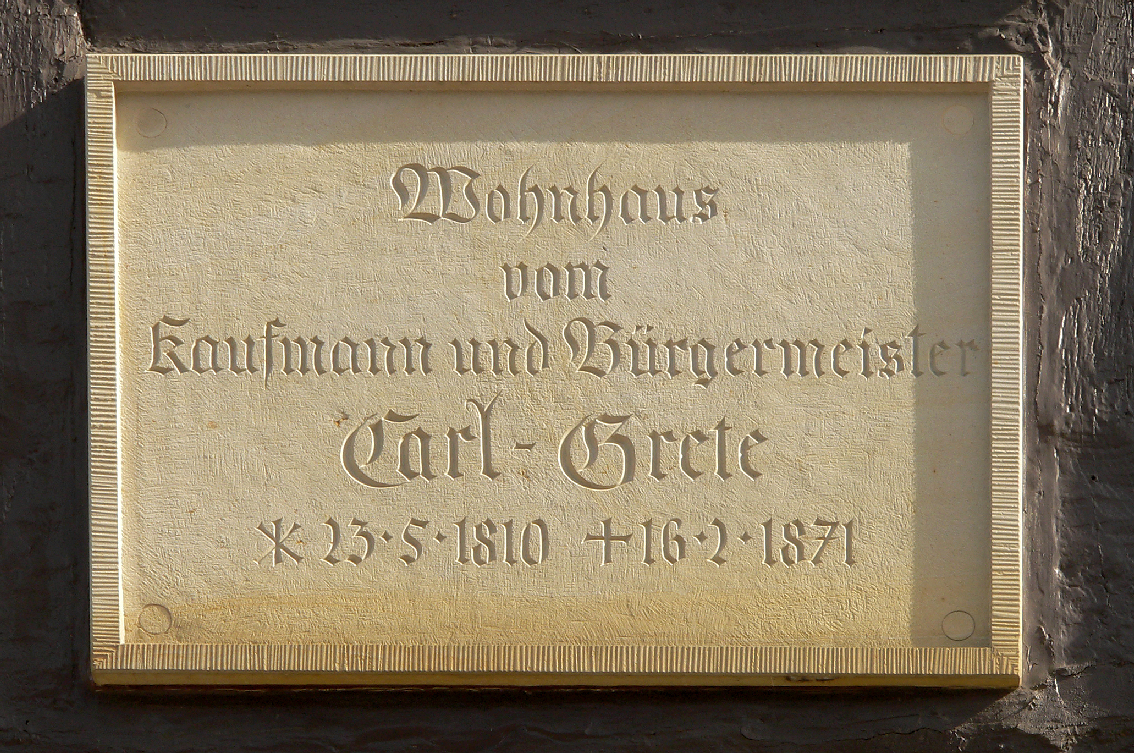
Tafel am Wohnhaus in Vorsfelde

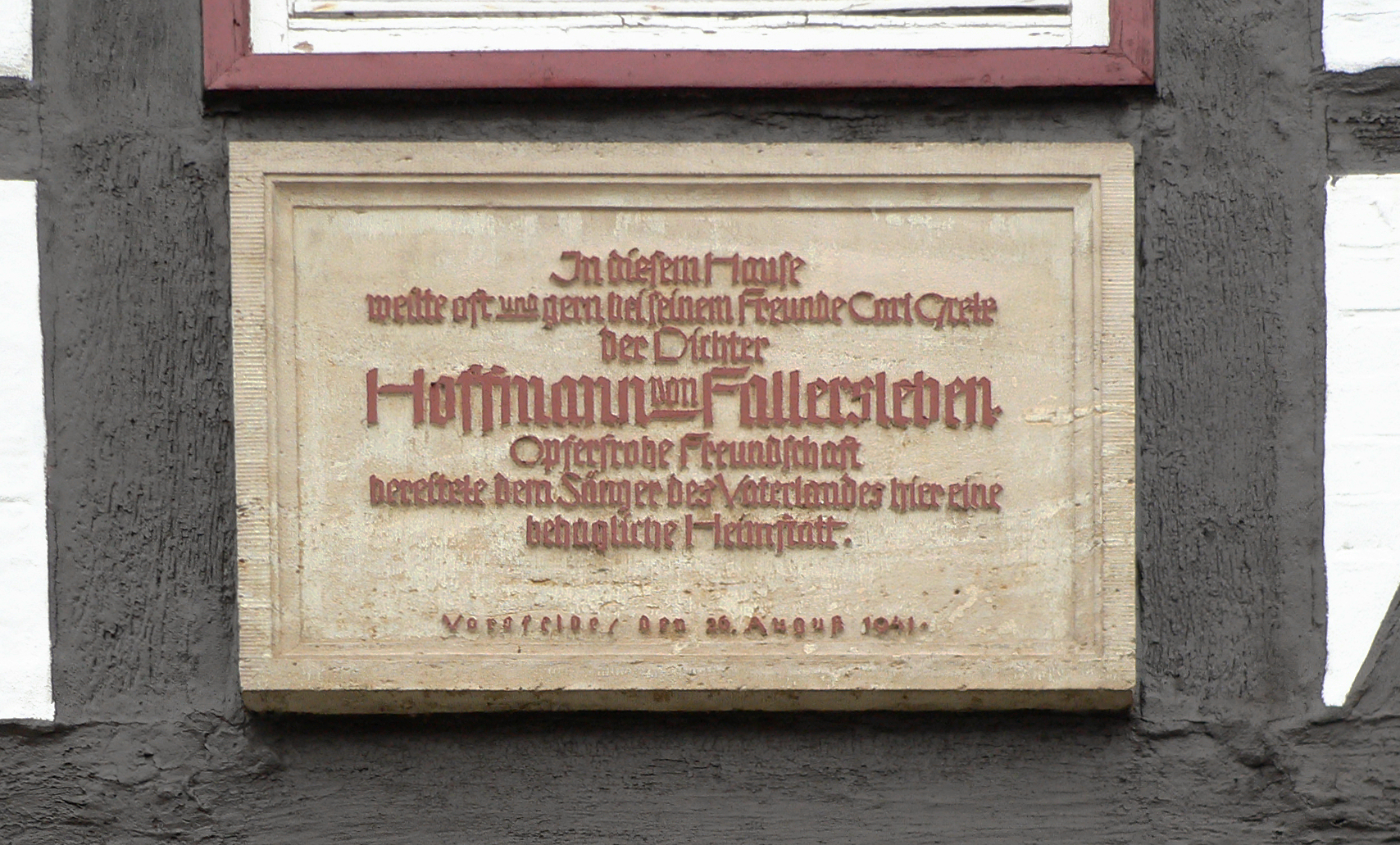
Tafel am Wohnhaus zum Aufenthalt des Dichters Hoffmann von Fallersleben in Vorsfelde

Carl Grete gründete 1845 den Bürgerverein Vorsfelde, dessen langjähriger Präsident er war. Anfangs war der Verein ein Gesangverein, später ein Bildungsverein und während der  Revolution 1848/1849 ein politischer Verein, durch den sich Vorsfelde zu einem Brennpunkt der national-liberalen Bewegung im Herzogtum Braunschweig entwickelte. Der Verein hatte etwa 150 Mitglieder, vor allem Handwerker, Ackerbürger, Kaufleute, Akademiker und Angehörige des öffentlichen Dienstes.
Grete war von 1841 bis 1848 Bürgermeister in Vorsfelde. In dieser Funktion übersandte er während der Revolution von 1848 im Herzogtum Braunschweig dem Braunschweiger Herzog Wilhelm im März 1848 eine Petition der Vorsfelder Bürgerschaft. Darin forderten die Bürger unter anderem eine Bürgerwehr, Pressefreiheit und ein neues Wahlrecht. Danach rief Grete eine Bürgerwehr in Vorsfelde ein, was die Kreisdirektion Helmstedt wegen der revolutionären Ereignisse in Braunschweig duldete. Sie sollte die Einwohner und ihr Eigentum gegen Übergriffe aus den Unterschichten schützen. Als Leiter der Bürgerwehr beantragte Grete 50 Gewehre mit Bajonett beim Amt Vorsfelde. Angesichts von Straßenkämpfen bei der Berliner Märzrevolution bekam Grete die Waffen sowie zusätzlich 20 Säbel von den Behörden geliefert. Im April 1848 gehörten Grete zufolge 130 Mann der Vorsfelder Bürgerwehr an. Er trat für den Zusammenschluss aller Bürgerwehren im Herzogtum Braunschweig ein, auch wenn die öffentliche Sicherheit kaum gefährdet war. Damit wollte Carl Grete Bürgerwehren als politische Errungenschaft des Bürgertums etablieren.
Nach dem Ablauf seiner Amtszeit als Bürgermeister im März 1848 kandidierte Grete für den Braunschweigischen Landtag im 8. ländlichen Wahlbezirk, zu dem die Ämter Calvörde und Vorsfelde gehörten. Im November 1848 wurde er von den Höchstbesteuerten als Abgeordneter gewählt. Grete setzte sich für die Einheit Deutschlands und für Meinungsfreiheit ein. 1849 legte er sein Mandat wegen Differenzen zum Dreikönigsbündnis nieder. Von 1851 bis 1856 bekleidete er erneut das Amt des Bürgermeisters in Vorsfelde.
Carl Gretes Wohnhaus in Vorsfelde war zeitweiser Aufenthaltsort des Dichters Hoffmann von Fallersleben, mit dem Grete befreundet war. Darin erinnert am Haus eine 1941 angebrachte Tafel.

### Ermittlungen gegen Grete
1853 gehörte Grete einem Kreis von Oppositionellen an, der die subversive Schrift „Reue eines preußischen Soldaten über die Greuelthaten des herrlichen Kriegsheeres in Baden. In der Verzweiflung von ihm niedergeschrieben zur Warnung für seine Kameraden“ verbreitete. Sie hat die militärische Niederschlagung der Badischen Revolution durch Bundestruppen unter preußischer Führung von 1849 zum Inhalt. Grete erhielt eine Reihe der Schriften in einem Postpaket zugesandt und transportierte sie zu einem Freund und Rechtsanwalt in Fallersleben, der sie nach Hannover schickte. Dort gelangten die Schriften in die Hände der Polizeidirektion Hannover, die bei dem Rechtsanwalt in Fallersleben eine Hausdurchsuchung vornahm. Carl Grete geriet aufgrund der rekonstruierten Paketverschickung in den Kreis der Verdächtigen. Da Vorsfelde auf dem Gebiet des Herzogtums Braunschweig lag, ließ die hannoversche Polizei über ein Amtshilfeersuchen an die Staatsanwaltschaft Helmstedt eine Hausdurchsuchung bei Grete durchführen. Sie verlief erfolglos. Später ermächtigte das preußische Innenministerium die hannoversche Polizei zur Verhaftung von Grete auf preußischem Gebiet. Als Grete sich im Juli 1853 zu einer kirchlichen Veranstaltung auf die Wolfsburg begab, die eine preußische Exklave war, wollten ihn hannoversche Gendarmen verhaften. Dies verhinderten mehrere Bürger und Grete gelang die Flucht zu seinem Wohnsitz in Vorsfelde auf Braunschweiger Gebiet. Später wurden die Ermittlungen eingestellt, da sich ihm nichts nachweisen ließ.

## Familie
Carl Grete hatte drei Geschwister. Sein Bruder Eduard lebte später in Halberstadt. Seine Schwester Emilie heiratete nach Schöppenstedt und seine Schwester Minna heiratete nach Wolfenbüttel. Bei seinem Tod hinterließ er die vier Kinder Carl Friedrich Wilhelm, Heinrich Wilhelm  Otto, Emilie Dorothee Friedericke Therese und Carl Friedrich Wilhelm Theodor. Sein Sohn Otto war von 1872 bis 1878 Bürgermeister in Vorsfelde. Sein Sohn Wilhelm gründete 1862 den MTV Vorsfelde.

## Würdigung

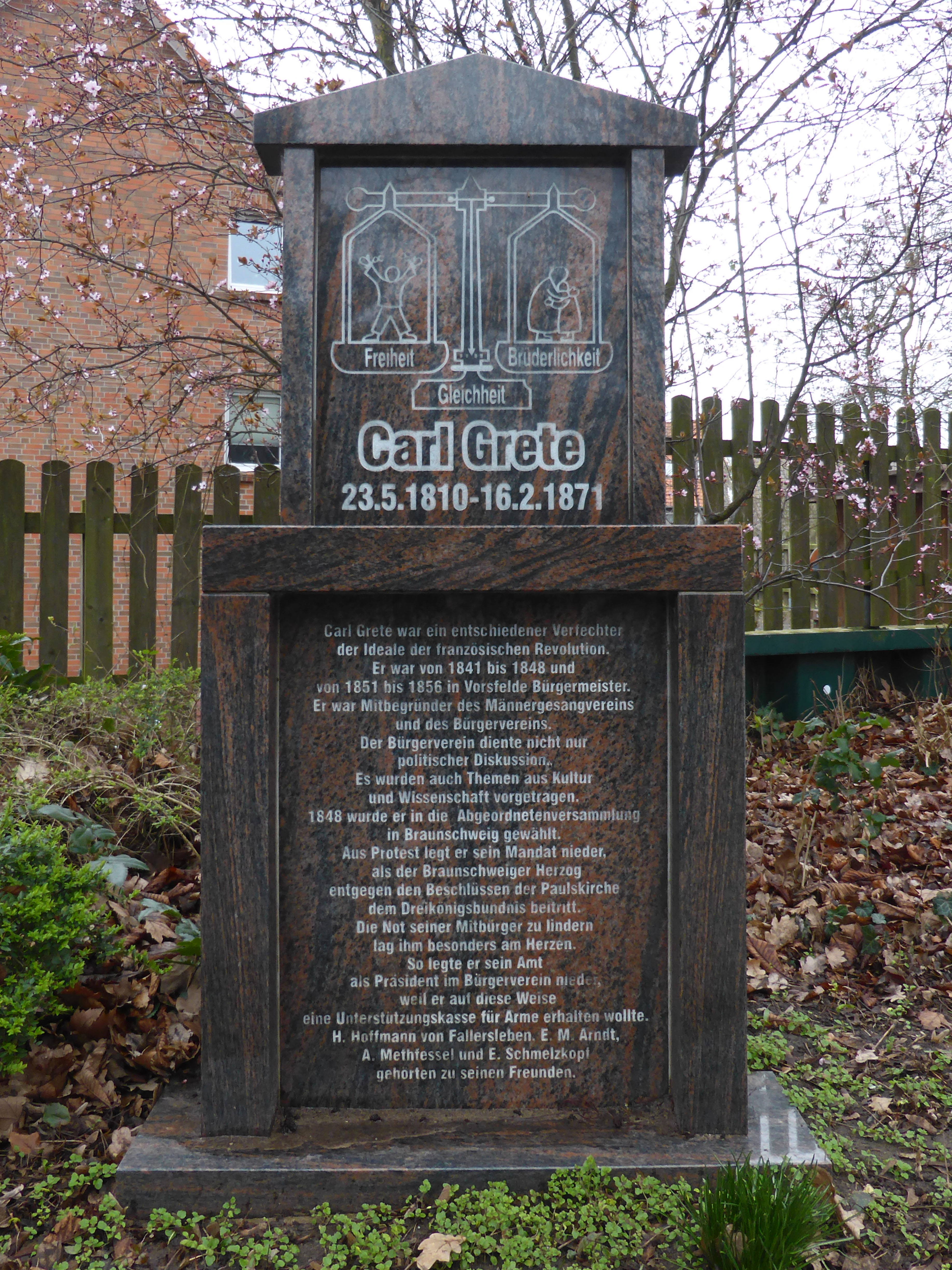
Gedenkstein auf dem Ehrenfriedhof in Vorsfelde

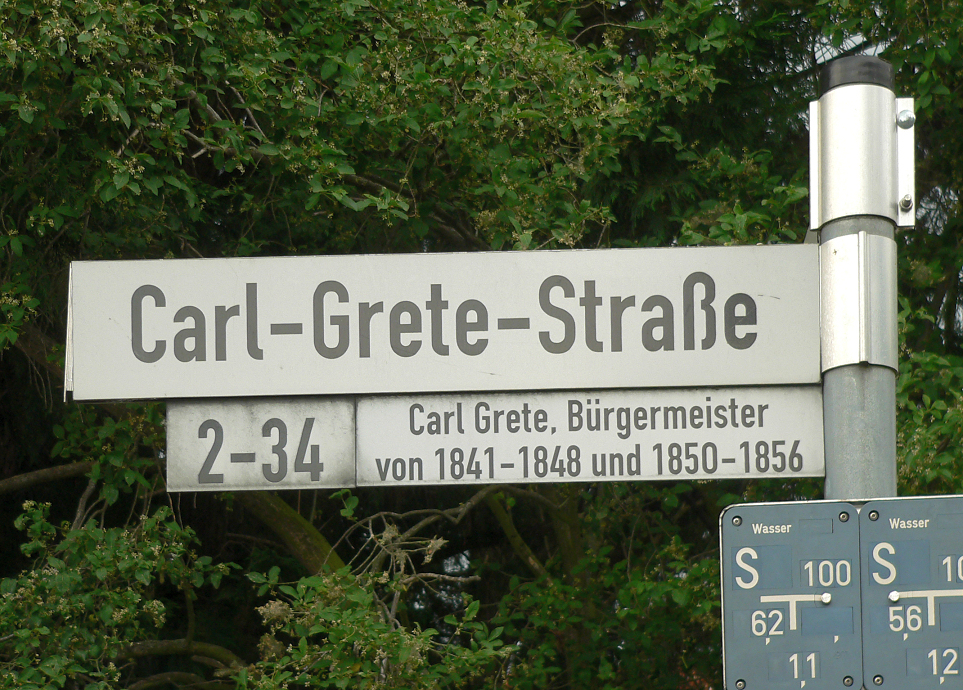
Nach ihm benannte Straße in Vorsfelde

Nach Carl Grete ist in Vorsfelde eine Straße benannt. Seit 1992 verleiht der Vorsfelder Ortsrat jährlich einem Bürger die Carl-Grete Medaille, der sich um den Ort besonders verdient gemacht hat. Auf dem Ehrenfriedhof in Vorsfelde wurde im Jahr 2000 ein Gedenkstein zur Erinnerung an Carl Grete aufgestellt. An seinem früheren Wohnhaus in Vorsfelde befinden sich zwei Tafeln mit Inschriften, die auf seine Verdienste hinweisen.